# よさこい東海道
よさこい東海道（よさこいとうかいどう）は、静岡県沼津市で毎年秋に行われる催しである。
1997年（平成9年）、沼津ワールドダンスフェスタとして開催。その後よさこい沼津まつり、そしてよさこい東海道、よさこい東海道沼津祭りと改称され今に至る。参加者は約3000人、2日間に渡る祭りである。
2018年（平成30年）までは主催者がよさこい沼津まつり実行委員会だったが、2019年（平成31年、令和元年）からは、地元の踊り子チームの代表が集まって作った振興会（よさこい東海道振興会）が運営、開催をした。また、場所も沼津駅前市街地各所（狩野川演舞場、さんさん通り、沼津駅南口演舞場など）だったが、沼津港、沼津魚市場へと移動した。